# 喬振東
喬振東（英語：Anastasious Tom Koutsantonis，1971年8月23日—），澳洲工黨政治家，現任南澳州眾議局議員（西圖運選區）。於2014至2018年工黨執政期間，曾任庫務司、金融司、發展司、礦產資源及能源司等司級官員職位。

## 背景
喬振東是希臘裔澳洲人，1971年在阿德萊德出生。小學就讀尼德來小學（Netley Primary School），中學就讀阿德萊德中學（Adelaide High School）。在阿德萊德大學就讀期間，加入青年工黨，兼職的士司機。在加入商店分銷及同業僱員協會（SDA）前，亦曾經營小生意。

## 議員生涯
喬振東在1997年選舉出戰碧選區（Peake），多出對手4.5%，當選眾議局議員。隨著碧選區在2002年被西圖運選區取代，喬振東轉戰新選區競逐連任。分別在2002年和2006年，以8.6%和18.3%多數票連任。2006年選舉過後，喬振東被獲委任為經濟諮詢委員會（Economic and Advisory Committee）主席。

### 過去官職
2009年，喬振東獲邀入閣。 期間出任金融司、發展司、礦產資源及能源司、小型企業司。喬振東亦曾任道路安全司；惟上任四十七日後，喬振東被揭發駕駛紀錄極為不良，超過58宗交通違規及超過一萬澳元的罰款，事後立刻辭去道路安全司一職。
2014年至2018年政黨輪替期間，喬振東出任庫務司、金融司、發展司、礦產資源及能源司、眾議局政府代表。
2022年工黨再次上臺，他出任基建及運輸司並再任能源及礦務司。

## 外部連結
- 南澳州議會：履歷
- 工黨：履歷（页面存档备份，存于）